# Zelenečská
Zelenečská je ulice v Hloubětíně na Praze 14, která spojuje ulici Kbelskou a křižovatku ulic Slévačská a Nástrojářská. Směrem od západu do ní postupně ústí ulice V Novém Hloubětíně, V Humenci, Nehvizdská, Zálužská, Zámečnická a Mochovská. Má přibližný západovýchodní průběh a je paralelní s hlavní severní hloubětínskou tepnou – ulicí Kolbenovou.

## Historie a názvy
Nazvána je podle středočeské obce Zeleneč v okrese Praha-východ. Vznikla a byla pojmenována v roce 1933, nejstarší část je západní, směrem na východ byla prodloužena v roce 1962 a znovu v roce 1973.
V letech 2019–2020 proběhla rekonstrukce komunikace, která zahrnula úpravy inženýrských sítí, navýšení parkovacích míst, nové veřejné osvětlení, nový povrch vozovky a zámkovou dlažbu na chodnících. V rámci prací byly pokáceny desítky stromů a keřů, které však byly nahrazeny novou výsadbou.

## Zástavba
Tvoří jednu z hlavních páteří sídliště Hloubětín, pouze v nejstarší západní části jsou rodinné domy se zahradami. Ulice je v celém profilu jednosměrná.

## Budovy a instituce
- Mateřská škola Praha 9 – Hloubětín, Zelenečská 500/32, byla otevřena v roce 1962. V létě 2014 byla budova zateplena, vyměnily se okna a dveře. V létě 2018 proběhla rekonstrukce rozsáhlé zahrady se vzrostlými stromy, která patří ke škole. V roce 2018 mateřská škola provozovala 4 třídy pro přibližně sto dětí.[6]
- Základní škola Tolerance, Mochovská 570/41.[7] Dříve se nazývala Speciální školy Mochovská a sídlí na této adrese od roku 1982. Ve škole se vzdělávají problematické děti, které mají snížený mentální intelekt a také děti s poruchami chování. V říjnu 2015 bylo po rekonstrukci u školy otevřeno nové víceúčelové hřiště.[8]

## Galerie

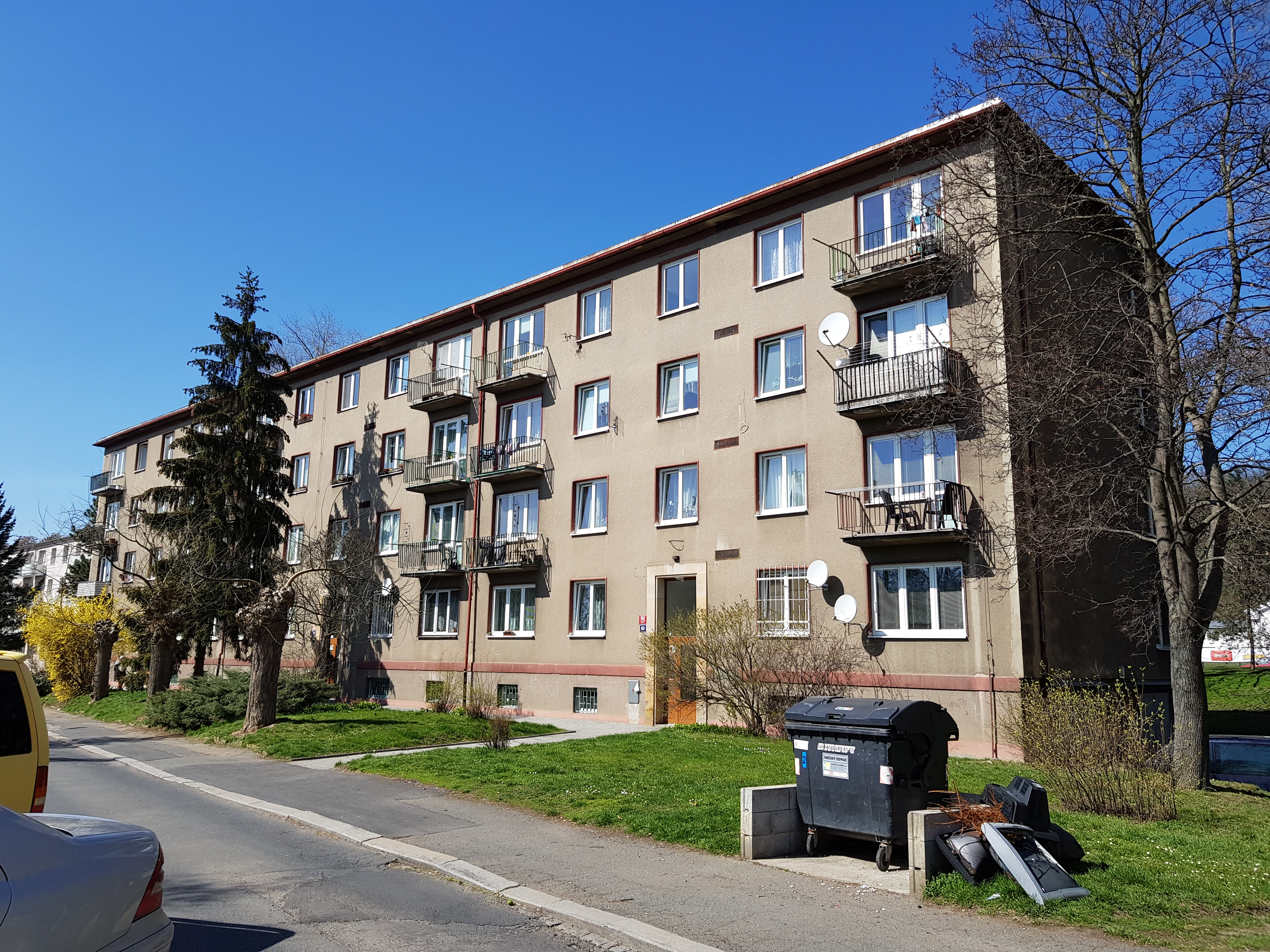
Čtyřpodlažní domy čp. 510, 511, 512 před zateplením.
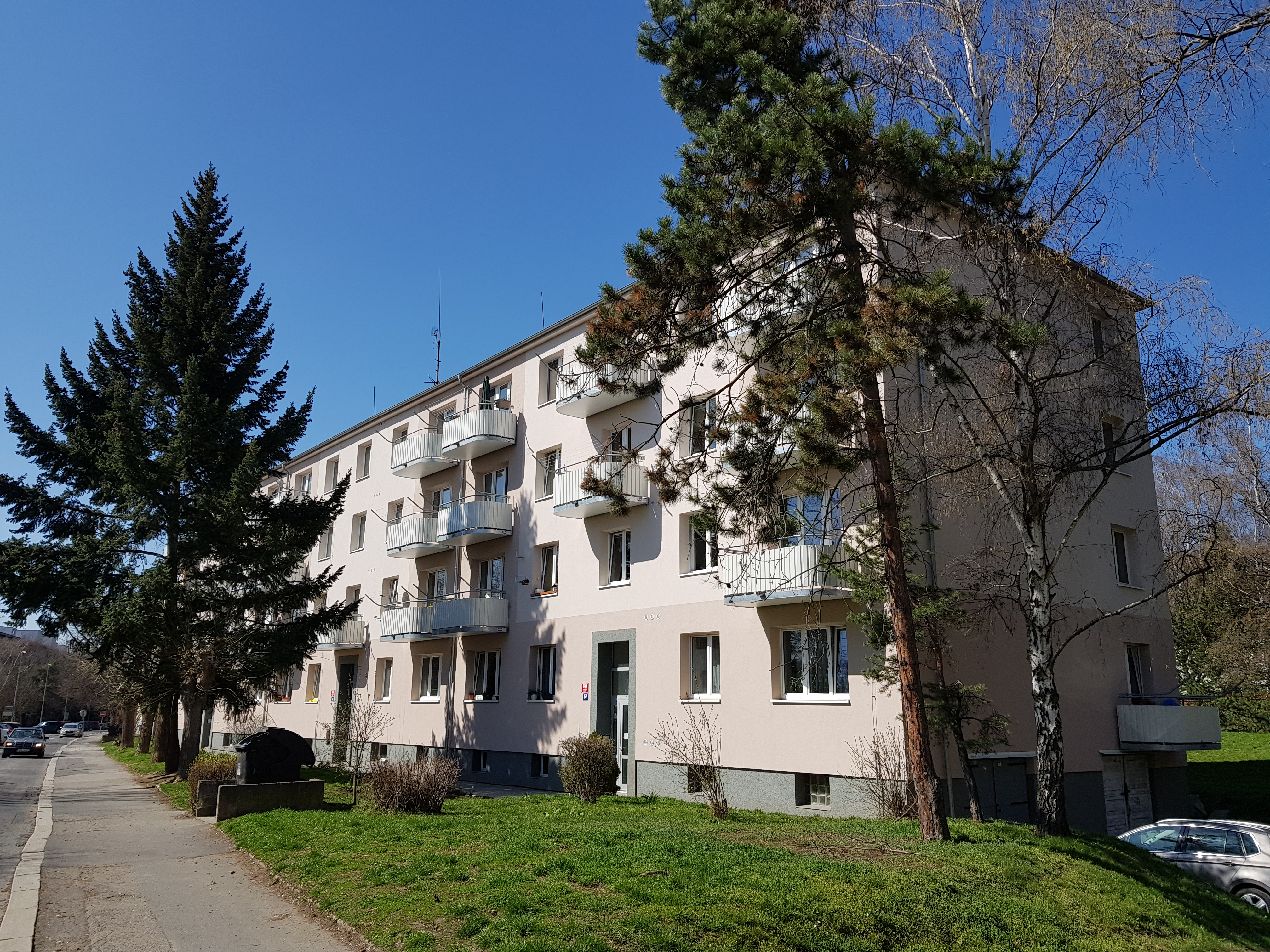
Čtyřpodlažní domy čp. 507, 508, 509 po zateplení a s novými balkony.
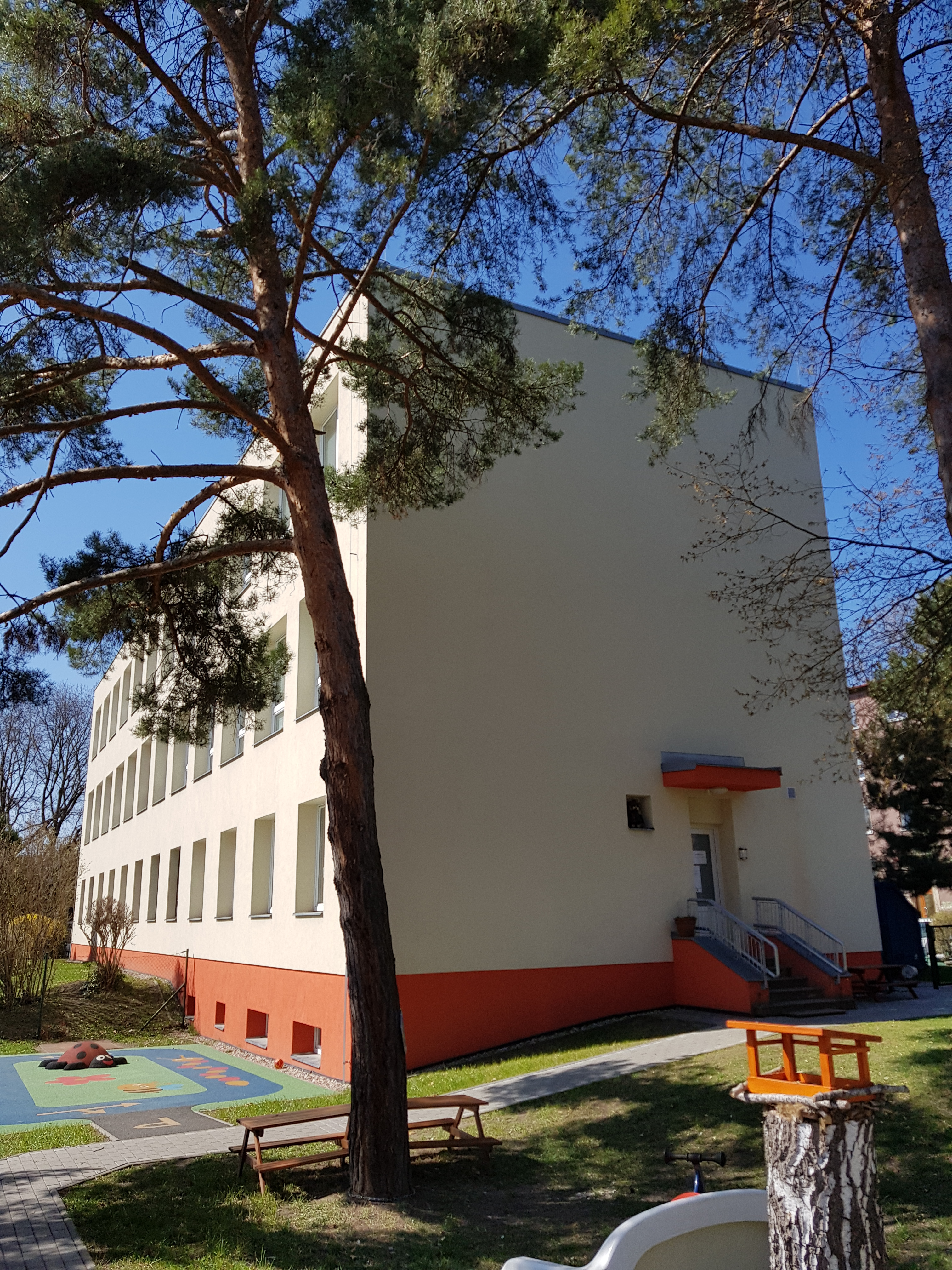
Mateřská škola Praha 9 – Hloubětín, pohled od východu.